# Johan Justander
Johan Justander, född 8 december 1713 i Lembois socken, död 23 december 1774, var en finländsk lantmätare och observator vid lantmäteriet i Finland. Han var sonson till professor Erik Justander.

## Biografi
Justander blev 1731 academicus vid katedralskolan i Åbo. Han var därefter verksam som informator i Åbo stad och på landsbygden. Efter att 1742 ha flytt undan ryssarna till Sverigefortsatte han som detta i Tierp. Han återvände till Åbo 1744, där han året därpå promoverades till filosofie magister. År 1748 blev han utnämnd till docent i fysik och matematik. Våren därpå blev han antagen till vice notarius i consistorio ecclesiastico, varför han vintern 1751 följde med på biskopsvisitationerna i Österbotten. 
När Nils Hasselbom 1739 mätte forsarnas höjd i Åbo och Björneborgs län, följde han med som biträde. År 1750 utförde han och Jakob Gadolin, en besvärlig trigonometrisk mätning, för att sammanbinda Ålandshavs  östra och västra skärgårdar. År 1752 verkställde han på Åland ismätningen på Lumparn, såsom utsedd bas för de trigonometriska mätningarna.[förklaring behövs] Vinter 1753 gjorde han en resa till Österbotten och uppmätte polhöjden i Gamlakarleby, Jakobstad, Nykarleby, Vasa och Kristina, samt på flera andra orter. 
Justander antogs av Jacob Faggot till astronomie observator vid geografiska mätningskommissionen i Finland efter Gadolin. Han trodde att han därigenom skulle bli förtjänt av vidare befordran, men kom att fortsätta med denna mödosamma syssla fram till sin död. Då någon omständighet hindrade fortsättningen av dessa mätningar[förklaring behövs], var han sysselsatt med andra arbeten. Vintern 1751–1752 fullföljde han de anbefallda[förklaring behövs] franska korrespondensobservationerna[förklaring behövs]. År 1754 räknade han ut polhöjden för städerna Raumo och Nystad. Han studerade därefter Jupiters månars förmörkelser, och denna data förmedlade han till Pehr Wilhelm Wargentin. Han höll även föreläsningar i bland annat astronomi, fysik och matematik för studenter. Då Anders Planman 1761 var sysselsatt på Kajaneborg med att observera Venuspassagen, fick Justander i uppdrag att hålla offentliga föreläsningar. Justander publicerade flera astronomiska observationer i Vetenskapsakademiens Handlingar. Under drygt 20 år upptecknade han meteorologiska observationer.
Av ekonomiska skäl, samt på grund av att de trigonometriska mätningarna ansågs onödiga, drogs Justanders lön in 1767. Faggot och konsistorium akademicum i Åbo tillstyrkte dock en fortsättning av dessa mätningar och Justander återfick sin lön 1769. År 1758 föreslogs han som efterträdare till Hasselbom som professor i matematik, men trots att övriga sökande inte tjänstgjort lika länge som han, förbigicks han vid utnämningen. År 1774 blev samma professur åter ledig, och han ämnade åter att söka tjänsten. Han befann sig dock på tjänsteresa och gjorde därför en framställan till konsistorium akademicum om anstånd, till dess hans att tjänsten avslutats. Detta avslogs dock och han blev därför åter förbigången. Ett par veckor efter sin hemkomst avled han till följd av en förkylning han ådragit sig under resan.

## Familj
Johan Justander var från 1759 gift med Anna Maria Hernmarck, född 1728 i Jomala på Åland, död 1788 i Åbo, dotter till häradshövdingen på Åland Olof Hernmarck och Sabina Henning. Makarna hade fyra barn:
- Gustaf Johan Justander, född och död 1761 i Åbo.
- dödfödd son, född 1762 i Åbo.
- Johan Gustaf Justander, född 10 augusti 1763,[1] död 12 april 1833 i Stockholm,[2] student i Åbo 1778, filosofie kandidat 1786 och filosofie magister samma år, docent i naturalhistoria 1787, flyttade 1794 till Stockholm och etablerade sig som bokhandlare och innehavare av ett lånebibliotek.[3] Gick i konkurs 1820.[4] Ogift.
- Carl Fredrik Justander, född 1770 i Åbo, död där 1771.

### Tryckt litteratur
- ”Observatorn vid landtmäteriet i Finland Johan Justanders lefverne”. Samlingar i landtmäteri, samling 3: Bilder ur landtmätarnas lif. Stockholm. 1902. sid. 157–160. https://runeberg.org/samlandt/3/0169.htm